# Aulacomniaceae
Aulacomniaceae là một họ rêu trong bộ Rhizogoniales.